# Saltatorinae
Saltatorinae (Зернолускні) — підродина горобцеподібних птахів родини саякових (Thraupidae), що включає 2 роди і 18 видів. Представники цієї підродини поширені від південної Мексики через Центральну Америку, деякі Малі Антильські острови і Південну Америку до півночі аргентинської Патагонії.

## Опис
Зернолускні — птахи середнього розміру, довжиною 18,5-22 см. Ним притаманні товсті, міцні дзьоби, яскраво забарвлені у деяких видів. Зернолускні мають тьмяне, переважно сірувато-коричневе забарвлення, у багатьох видів над очима є помітні "брови". Іншими спільними рисами для них є відносно довгий хвіст і добре розвинені лапи.

## Таксономія
Рід Saltator традиційно відносили до родини кардиналових (Cardinalidae), тоді як рід Saltatricula — до вівсянкових (Emberizidae). однак молекулярно-філогенетичне дослідження 2014 року показало, що 15 видів зернолусків і чако (Saltatricula multicolor) формують чітку кладу, повністю включену в родину саякових і споріднену з підродиною Emberizoidinae, на відміну від попередніх, менш повних досліджень, в яких стверджувалося, що Saltatorinae є базальними для усіх саякових. Єдиним проаналізованим видом з роду Зернолуск (Saltator), який відрізнявся від інших представників роду, і який, як виявилося за результатами дослідження, не був споріднений з ними, виявився болівійський зернолуск (Saltator rufiventris), який пізніше був переведений до монотипового роду Pseudosaltator в підродині Thraupinae. Також за результатами молекулярно-генетичного дослідження було виявлено, що Saltatricula multicolor і Saltator atricollis були сестринськими видами. Було запропоновано включити Saltatricula multicolor в розширений рід Saltator, однак натомість було вирішено перевести S. atricollis в рід Saltatricula, враховуючи подібність в оперенні і середовищі проживання.

## Роди
- Чако (Saltatricula) — 2 види
- Зернолуск (Saltator) — 16 видів